# 茲林縣
49°13′37″N 17°40′8″E / 49.22694°N 17.66889°E

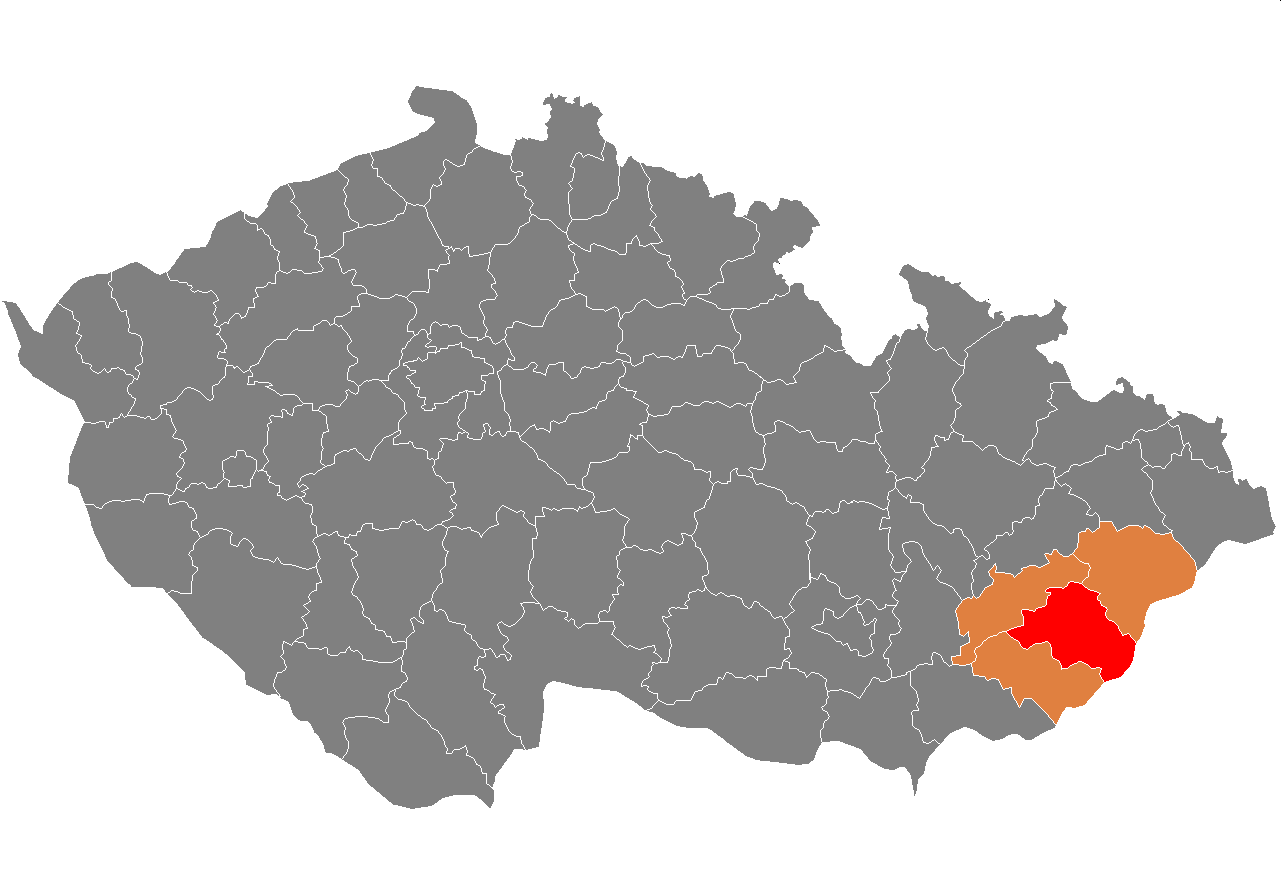

茲林縣（捷克語：Okres Zlín）是捷克東部茲林州的縣份，县府設於茲林，面積1,034平方公里，2012年人口192,849，人口密度每平方公里187人。